# 澤木元雄

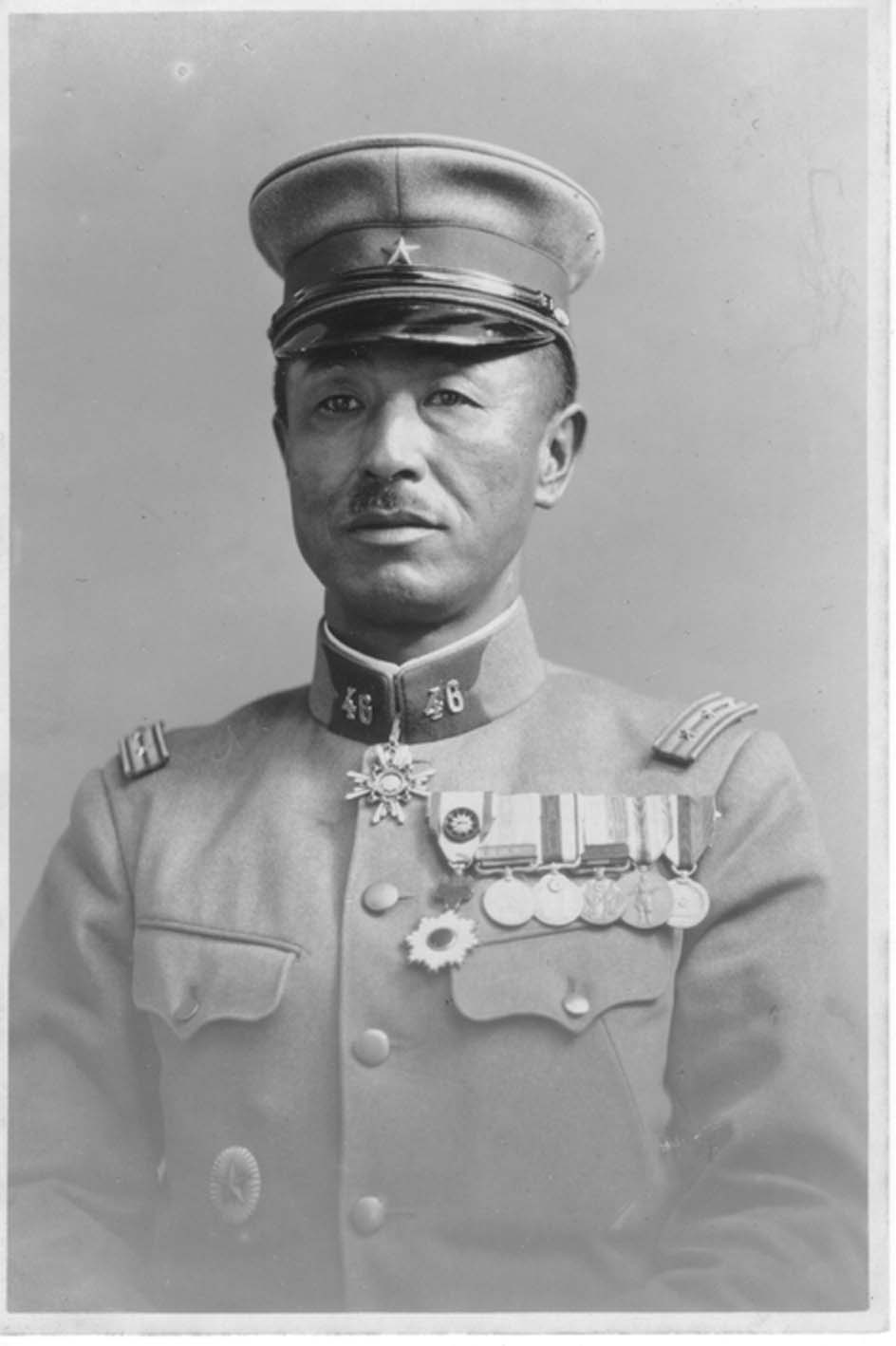
澤木元雄

澤木 元雄（さわき もとお、1884年（明治17年）9月27日 - 1975年（昭和50年）12月19日）は、日本の陸軍軍人。最終階級は陸軍少将。太平洋戦争期に、日本統治時代の瓜蛙ボゴル州長官を務めた。

## 陸軍大学校卒業まで
東京市にて澤木直則の三男として生れ、1909年（明治42年）12月に分家澤木直行の養子となる。
1904年（明治37年）10月に陸軍士官学校を16期生として卒業し、11月に陸軍歩兵少尉に任官、歩兵第3連隊補充大隊付を命ぜられる。同期には岡村寧次陸軍大将・土肥原賢二大将・板垣征四郎（陸相）大将、・安藤利吉大将がいる。
1907年（明治40年）陸軍歩兵中尉を命ぜられる。1910年（明治43年）12月に陸軍大学校に入校する。在校中に大尉に昇級し、原隊である歩兵第3連隊中隊長に補される。1913年（大正2年）11月陸軍大学校（25期）を卒業。

## 任官から終戦まで
1915年（大正4年）から陸軍士官学校教官勤務し、同6年4月には将校生徒試験常置委員を経験する。1917年（大正6年）8月から参謀本部部員に就任、翌年の1919年（大正8年）陸軍兵器本廠付を任じられる。
1920年（大正9年）8月に陸軍少佐に進み、1922年（大正11年）2月、歩兵第44連隊大隊長を命ぜられる。翌年は第13師団参謀を命ぜられる。1924年（大正13年）8月に陸軍中佐に進み、陸軍戸山学校教官、その後研究部主事を命ぜられる。1928年（昭和3年）3月に陸軍大佐を任じられ、高崎連隊区司令官を命ぜられる。1930年（昭和5年）3月に歩兵第46連隊長を命ぜられる。1932年（昭和7年）8月に陸軍少将に進級。翌年8月予備役編入される。1933年（昭和8年）8月、叙従四位。
1943年（昭和18年）2月、陸軍司政長官に任じられジャワ(島) 瓜蛙軍政監部付で瓜蛙へ同年4月赴任のため福岡出発。同年5月瓜蛙ボゴル州長官を命じられる。1944年（昭和19年）8月、勲二等瑞宝章を賜る。同年8月、陸軍省軍務局付となり同年9月、ジャカルタを出発し福岡に上陸。同年12月依願本官を免じられる。
1945年（昭和20年）3月、臨時召集により徳島連隊区司令官を命ぜられる。1945年（昭和20年）9月28日、終戦により召集解除。
1947年（昭和22年）11月28日、公職追放仮指定を受けた。

## 親族
- 兄 澤木貞雄（陸軍大佐）[2]・澤木外雄（明治38年3月9日奉天会戦にて戦死。歩兵大尉勲五等功五級双光旭日章）

## 栄典
位階
- 1904年（明治37年）12月8日 - 正八位[3]

勲章
- 1944年（昭和19年）8月15日  - 勲二等瑞宝章[4]